# Таннер, Юрг
Юрг Та́ннер (нем. Jürg Tanner; род. 7 августа 1953, Швейцария) — швейцарский кёрлингист, чемпион мира и Европы.
Играл на позиции четвёртого. Был скипом своей команды.
Один из наиболее титулованных кёрлингистов Швейцарии.

## Достижения
- Чемпионат мира по кёрлингу среди мужчин: золото (1981), серебро (1982), бронза (1980).
- Чемпионат Европы по кёрлингу: золото (1978, 1981), бронза (1982).
- Чемпионат Швейцарии по кёрлингу среди мужчин: золото (1980, 1981, 1982, 1986).

## Команды
| Сезон   | Четвёртый  | Третий                | Второй           | Первый         | Запасной                       | Турниры                                          |
| ------- | ---------- | --------------------- | ---------------- | -------------- | ------------------------------ | ------------------------------------------------ |
| 1976—77 | Юрг Таннер | Jean Pierre Morisetti | Юрг Хорнисбергер | Патрик Лёртшер |                                | ЧМЮ 1977 (5 место)                               |
| 1978—79 | Юрг Таннер | Юрг Хорнисбергер      | Франц Таннер     | Патрик Лёртшер |                                | ЧЕ 1978                                          |
| 1979—80 | Юрг Таннер | Юрг Хорнисбергер      | Франц Таннер     | Патрик Лёртшер |                                | ЧШМ 1980 · ЧМ 1980                               |
| 1980—81 | Юрг Таннер | Юрг Хорнисбергер      | Патрик Лёртшер   | Франц Таннер   |                                | ЧШМ 1981 · ЧМ 1981                               |
| 1981—82 | Юрг Таннер | Юрг Хорнисбергер      | Патрик Лёртшер   | Франц Таннер   | тренер (ЧМ): Bruno Leutenegger | ЧЕ 1981 · ЧШМ 1982 · ЧМ 1982                     |
| 1982—83 | Юрг Таннер | Юрг Хорнисбергер      | Патрик Лёртшер   | Франц Таннер   |                                | ЧЕ 1982                                          |
| 1985—86 | Юрг Таннер | Патрик Хюрлиман       | Патрик Лёртшер   | Марио Гросс    |                                | ЧЕ 1985 (5 место) · ЧШМ 1986 · ЧМ 1986 (5 место) |

(скипы выделены полужирным шрифтом)